# The Hottest Show on Earth Tour
The Hottest Show On Earth Tour var en turné som genomfördes i Nordamerika av hårdrocksgruppen Kiss 23 juli 2010 - 17 mars 2011. Kiss själva har sagt att låtar som inte spelats i USA på många år skulle framföras.

## Låtlistan
1. Modern Day Delilah
2. Cold Gin
3. Let Me Go Rock And Roll
4. Firehouse
5. Say Yeah!
6. Deuce
7. Crazy Crazy Nights
8. Calling Dr. Love
9. Shock Me (Tommy & Eric solo)
10. I'm an Animal
11. 100.000 Years
12. I Love It Loud (Gene solo)
13. Love Gun
14. Black Diamond (Paul solo) "Whole lotta love"
15. Detroit Rock City
16. Beth
17. Lick It Up
18. Shout It Out Loud
19. I Was Made For Lovin' You
20. God Gave Rock And Roll To You II
21. Rock And Roll All Nite